# 脫氨作用
脫胺作用（英語：deamination，亦可称为脱胺基），是指移除分子上的一個氨基。人類的肝臟經由脫氨作用將氨基酸分解，當氨基酸的氨基被去除之後，會轉變成氨。由碳及氫所組成的殘餘部分，則回收或氧化產生能量。對人體而言，氨具有毒性，因此某些酵素將會在尿素循環中將二氧化碳分子附加其上，使氨轉變成尿素或尿酸。之後這些尿素及尿酸再經由尿液排出體外。

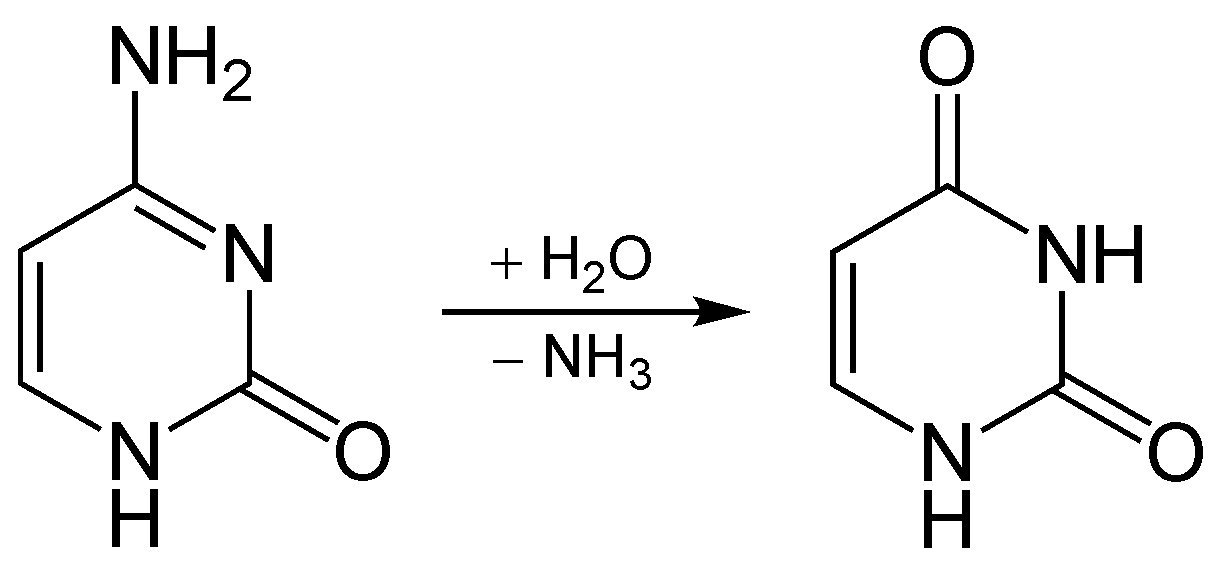
胞嘧啶經脫氨作用成為尿嘧啶

除了氨基酸之外，DNA的構成物之一胞嘧啶（C）也會因為脫氨作用而轉變成尿嘧啶（U）；胞嘧啶受到甲基化之後的產物5-甲基胞嘧啶，則會在脫氨作用下轉變成胸腺嘧啶（T）。